# 辻東倫
辻 東倫（つじ はるとも、1994年8月11日 - ）は、三重県三重郡菰野町出身の元プロ野球選手（内野手）、右投左打。ベースボール5選手、ベースボール5日本代表（登録では右投右打）。

## 経歴

### プロ入り前
小学4年から地元の少年団で野球を始めるが、当時通っていたそろばん教室をサボって友達と遊んでいたのが親にばれてしまい、僅か1年で野球をやめさせられた。菰野中時代は、ハンドボール部と迷った末に軟式野球部に所属したが、学校での全体練習以外で自主練習をするほど野球に打ち込んではいなかった。中学の2学年上にタレントの足立梨花がいる。菰野高校では、初めての硬式球に戸惑い、当初はコーチャーになろうと考えていたが、持ち前の負けん気から毎日自主練習をするようになり、硬式球に対応する。1年時の秋から遊撃手のレギュラーに定着。3番・遊撃手として挑んだ3年時の夏は三重県予選ベスト8でいなべ総合学園高に3-7で敗れた。甲子園出場経験は無し。高校通算36本塁打。
2012年10月25日、プロ野球ドラフト会議で読売ジャイアンツから3位指名を受けた。

### プロ入り後
2015年、6月12日に代走としてプロ初出場、翌日の試合で「7番・三塁手」としてスタメンで出場。2016年は15試合に出場、5月4日の広島東洋カープ戦でプロ初安打。
2017年は5月19日の横浜DeNAベイスターズ戦でシーズン初のスタメン出場。
2018年は、夏に右太もも肉離れの負傷を負いながらも二軍で66試合に出場し、打率.315に2本塁打、26打点を記録。一軍での出場は8試合で打率.100に終わったが、クライマックスシリーズの出場選手に登録され、ファイナル第1戦では代打で安打を記録した。しかし、10月30日に球団から戦力外通告を受けた。11月13日にタマホームスタジアム筑後で行われた12球団合同トライアウトに参加し、5打席に立ったが3四球無安打とアピールのチャンスに恵まれなかった。トライアウト後にはベースボール・チャレンジ・リーグなどから声がかかったが、巨人にスタッフとして残りたいという本人の希望から12月8日に現役引退が発表された。

### 現役引退後
引退後は幼児から小学生を指導するジャイアンツアカデミーのコーチに就任。年齢を機に2024年に退団し、現在はアパレル業に挑戦している。

## 選手としての特徴・人物
ミート力と長打力を兼ね揃えた打撃を評価されていた大型内野手。
遠投120メートルの強肩が武器だが、守備には課題が残る。プロ入り後の新人合同自主トレでは、動体視力を測るビジョントレーニングや3000メートル走でトップとなった。
高校時代は、練習よりも体作りが大変で、体重増のノルマがあったため、とにかく食べたと語っている。その甲斐もあって、3年間で18kgの増量に成功し、それに比例して本塁打数が急増した。

### ベースボール5選手として
2023年初め、読売ジャイアンツ女子チームでプレーしつつベースボール5もプレーしていた田中美羽などの影響で、アカデミーコーチや巨人女子チームの選手で編成されたベースボール5チーム「GIANTS」を結成する。2023年12月に行われた第1回日本選手権の東日本予選に同チームで参加すると、3戦全勝で優勝し、翌2024年2月に行われた日本選手権では好守で活躍を見せ、準優勝に貢献した。3月には代表選考会を経て、4月開催の第2回アジアカップの日本代表選手（侍ジャパンBaseball5代表）に選出された。同大会では優勝を果たし、第2回ワールドカップの出場権を獲得した。
ベースボール5においては好守の光る選手として活躍を見せる。当初は野球とのルールの違いに戸惑いながらも「守備のベースカバーや捕って投げる動作などは経験が生かされています」と辻は語り、田中美羽からは「さすが元プロだけに、守備はピカイチ。身のこなし方がめちゃくちゃうまい」と評されている。

## 詳細情報

### 年度別打撃成績
| 年 度    | 球 団    | 試 合 | 打 席 | 打 数 | 得 点 | 安 打 | 二 塁 打 | 三 塁 打 | 本 塁 打 | 塁 打 | 打 点 | 盗 塁 | 盗 塁 死 | 犠 打 | 犠 飛 | 四 球 | 敬 遠 | 死 球 | 三 振 | 併 殺 打 | 打 率 | 出 塁 率 | 長 打 率 | O P S |
| -------- | -------- | ----- | ----- | ----- | ----- | ----- | -------- | -------- | -------- | ----- | ----- | ----- | -------- | ----- | ----- | ----- | ----- | ----- | ----- | -------- | ----- | -------- | -------- | ----- |
| 2015     | 巨人     | 2     | 4     | 3     | 0     | 0     | 0        | 0        | 0        | 0     | 0     | 0     | 0        | 0     | 0     | 1     | 0     | 0     | 0     | 0        | .000  | .250     | .000     | .250  |
| 2016     | 巨人     | 15    | 40    | 34    | 1     | 6     | 2        | 0        | 0        | 8     | 0     | 0     | 1        | 0     | 0     | 4     | 0     | 2     | 12    | 0        | .176  | .300     | .235     | .535  |
| 2017     | 巨人     | 18    | 36    | 32    | 3     | 8     | 0        | 0        | 0        | 8     | 1     | 1     | 0        | 0     | 0     | 4     | 0     | 0     | 7     | 1        | .250  | .333     | .250     | .583  |
| 2018     | 巨人     | 8     | 10    | 10    | 0     | 1     | 0        | 0        | 0        | 1     | 0     | 0     | 0        | 0     | 0     | 0     | 0     | 0     | 1     | 1        | .100  | .100     | .100     | .200  |
| NPB：4年 | NPB：4年 | 43    | 90    | 79    | 4     | 15    | 2        | 0        | 0        | 17    | 1     | 1     | 1        | 0     | 0     | 9     | 0     | 2     | 20    | 2        | .190  | .289     | .215     | .504  |

### 年度別守備成績
| 年 度 | 一塁  | 一塁  | 一塁  | 一塁  | 一塁  | 一塁     | 二塁  | 二塁  | 二塁  | 二塁  | 二塁  | 二塁     | 三塁  | 三塁  | 三塁  | 三塁  | 三塁  | 三塁     | 遊撃  | 遊撃  | 遊撃  | 遊撃  | 遊撃  | 遊撃     |
| 年 度 | 試 合 | 刺 殺 | 補 殺 | 失 策 | 併 殺 | 守 備 率 | 試 合 | 刺 殺 | 補 殺 | 失 策 | 併 殺 | 守 備 率 | 試 合 | 刺 殺 | 補 殺 | 失 策 | 併 殺 | 守 備 率 | 試 合 | 刺 殺 | 補 殺 | 失 策 | 併 殺 | 守 備 率 |
| ----- | ----- | ----- | ----- | ----- | ----- | -------- | ----- | ----- | ----- | ----- | ----- | -------- | ----- | ----- | ----- | ----- | ----- | -------- | ----- | ----- | ----- | ----- | ----- | -------- |
| 2015  | -     | -     | -     | -     | -     | -        | -     | -     | -     | -     | -     | -        | 2     | 0     | 3     | 0     | 0     | 1.000    | -     | -     | -     | -     | -     | -        |
| 2016  | 1     | 3     | 0     | 0     | 2     | 1.000    | 8     | 18    | 24    | 3     | 5     | .933     | -     | -     | -     | -     | -     | -        | 2     | 1     | 6     | 1     | 0     | .875     |
| 2017  | 3     | 11    | 0     | 0     | 1     | 1.000    | 8     | 16    | 14    | 2     | 3     | .938     | -     | -     | -     | -     | -     | -        | -     | -     | -     | -     | -     | -        |
| 2018  | -     | -     | -     | -     | -     | -        | 2     | 1     | 1     | 0     | 0     | 1.000    | 1     | 0     | 1     | 0     | 0     | 1.000    | -     | -     | -     | -     | -     | -        |
| 通算  | 4     | 14    | 0     | 0     | 3     | 1.000    | 26    | 35    | 39    | 5     | 8     | .935     | 3     | 0     | 4     | 0     | 0     | 1.000    | 2     | 1     | 6     | 1     | 0     | .875     |

### 記録
- 初出場：2015年6月12日、対千葉ロッテマリーンズ1回戦（QVCマリンフィールド）、7回表にフレデリク・セペダの代走で出場
- 初打席：同上、9回表に西野勇士から二飛
- 初先発出場：2015年6月13日、対千葉ロッテマリーンズ2回戦（QVCマリンフィールド）、7番・三塁手で先発出場
- 初安打：2016年5月4日、対広島東洋カープ7回戦（東京ドーム）、6回裏に野村祐輔から右前安打
- 初盗塁：2017年6月15日、対福岡ソフトバンクホークス3回戦（東京ドーム）、9回裏に二盗（投手：デニス・サファテ、捕手：鶴岡慎也）
- 初打点：2017年6月16日、対千葉ロッテマリーンズ1回戦（東京ドーム）、8回裏にマイルズ・マイコラスの代打で出場、黒沢翔太から右前適時打

### 背番号
- 93 （2013年）
- 65 （2014年 - 2018年）

### 登場曲
- 「24/7」BIG BEAR（2016年）
- 「道」GReeeeN（2016年 - 2018年）